# Артена
Артена (итал. Artena) — коммуна в Италии, расположен в области Лацио, подчинён административному центру Рим (провинция).
Население составляет 12 419 человек (на 31.12.2004 г.), плотность населения составляет 230.98 чел./км². Занимает площадь 54 км². Почтовый индекс — 31. Телефонный код — 00006.
Покровительницей города почитается святая равноапостольная Мария Магдалена. Праздник города ежегодно празднуется 22 июля.